# 新村源雄
新村 源雄（しんむら げんゆう、1919年10月21日 - 1995年3月22日）は日本の政治家。衆議院議員（2期）。上士幌町名誉町民。

## 生涯
富山県婦負郡杉原村（のちの八尾町、現富山市）出身。杉原尋常高等小学校卒業。
1933年北海道河東郡上士幌町に移住し開拓に従事。戦後農民運動のリーダーとなり、上士幌町議を2期、十勝農業協同組合監事を歴任した。1954年から1972年まで上士幌町農協組合長を務め、その間1967年から北海道議を3期務めた。
1979年の第35回衆議院議員総選挙で、美濃政市の後継者として北海道5区から日本社会党公認で立候補し初当選。翌年の第36回衆議院議員総選挙では落選したものの、1983年の第37回衆議院議員総選挙返り咲いた。1986年の第38回衆議院議員総選挙で落選。1991年には社会党北海道本部副委員長も辞任して政界引退。
1994年に勲四等旭日小綬章を受章した。
1995年3月22日、胃癌のため死去した。75歳没。同月31日、特旨を以て位記を追賜され、死没日付で従五位に叙された。